# Сбоево (Московская область)
Сбоево — деревня в Дмитровском районе Московской области, в составе Сельского поселения Костинское. Население — 24 чел. (2010). До 2006 года Сбоево входило в состав Гришинского сельского округа.

## Расположение
Деревня расположена в юго-восточной части района, примерно в 13 км на юго-восток от Дмитрова, по левому берегу реки Камарихи (левый приток Яхромы), высота центра над уровнем моря 203 м. Ближайшие населённые пункты — Коверьянки в 0,5 км на восток и Новое Гришино в 1,5 км на юг.

## Население
| 2002 | 2006 | 2010 |
| ---- | ---- | ---- |
| 4    | →4   | ↗24  |